# Peter Tsimikalis
Peter Tsimikalis, född den 10 januari 1986 i Toronto, är en kanadensisk före detta professionell ishockeyspelare.
Han började sin karriär i OHL, där han gjorde tre bra säsonger mellan 2002 och 2005 i Ottawa 67s. Efter detta skrev han på ett kontrakt för Oshawa Generals, där han spelade tillsammans och delade rum med stjärnskottet John Tavares. Under 107 matcher med Oshawa Generals producerade Tsimikalis 130 poäng.
Han spelade också en säsong i OHL-laget Kitchener Rangers. Tsimikalis har spelat i tre farmarlag i AHL. Dessa tre är Bridgeport Sound Tigers, Albany River Rats samt Toronto Marlies. Säsongen 2007/2008 och 2008/2009 spelade han i ECHL. Den första säsongen gällde det Columbia Inferno och den andra var det Charlotte Checkers. 
Tsimikalis skrev på ett ettårskontrakt med Växjö Lakers i Hockeyallsvenskan, som gällde för säsongen 2009/2010. För att det skulle möjliggöras var Tsimikalis tvungen att få ett grekiskt medborgarskap (Växjö Lakers hade redan fyllt kvoten för icke EU-medborgare och Tsimikalis är av grekiskt ursprung). Det tog ett antal veckor innan pappren var klara men till slut godkände grekiska myndigheter hans ansökan.
I slutet på 2010 meddelades det att Tsimikalis skrivit på ett ettårskontrakt med IF Björklöven. Tsimikalis fick en spelare över huvudet och fick sy 18 stygn i ansiktet och ådrog sig även en kraftig hjärnskakning under säsongen 2009/2010 när han spelade för Växjö Lakers. Han led fortfarande av symtom av hjärnskakningen, så kallat "post-concussion syndrome" och efter samråd med Björklöven meddelade Tsimikalis i mars 2011 att han reser tillbaka till Kanada och att hans karriär är över.